# Leliceni
Leliceni [leliˈt͡ʃenʲ] (veraltet Cic-Sîn-Lelec oder Sânlelec; ungarisch Csikszentlélek) ist eine Gemeinde im Kreis Harghita, in der Region Siebenbürgen in Rumänien. Sie besteht aus den 4 Dörfern: Fitod (ungarisch Fitód), Hosasău (Hosszúaszó), Leliceni (Csíkszentlélek) und Misentea (Csíkmindszent).

## Geographische Lage

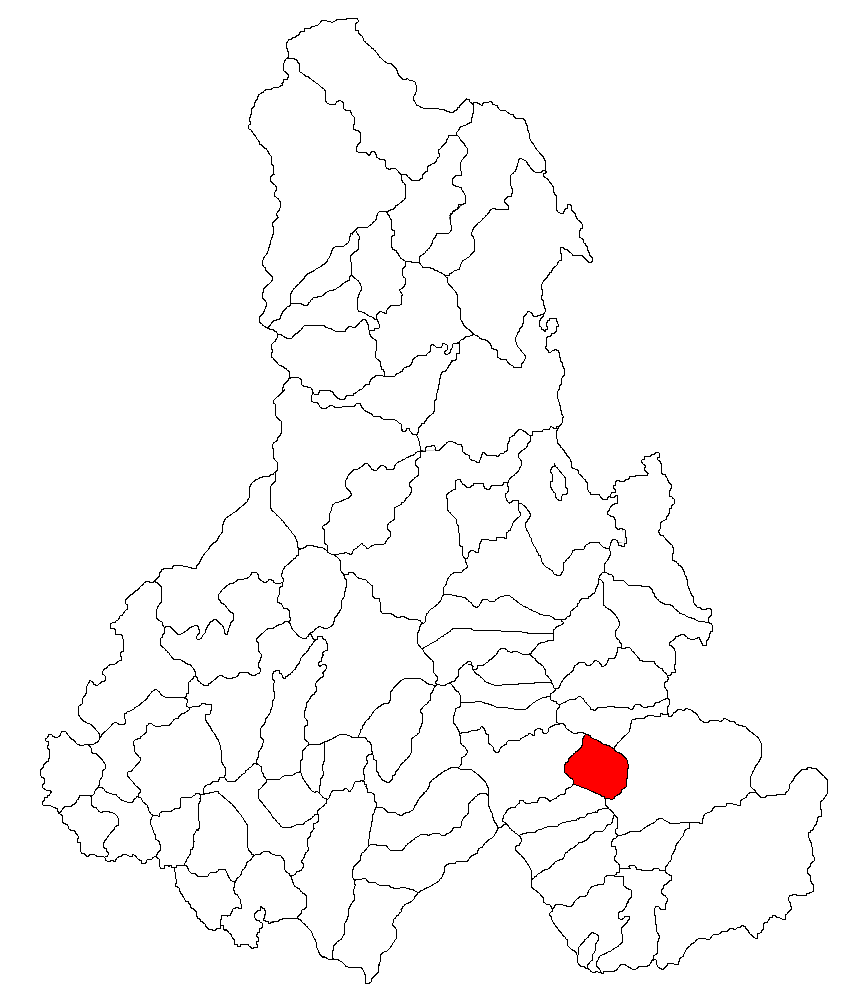
Lage der Gemeinde Leliceni im Kreis Harghita

Die Gemeinde Leliceni befindet sich östlich des Harghita-Gebirges in der historischen Region Szeklerland. Am Bach Misentea, ein Zufluss des Olt (Alt) und an der Kreisstraße (drum județean) DJ 123B befindet sich der Ort Leliceni fünf Kilometer südöstlich der Kreishauptstadt Miercurea Ciuc (Szeklerburg).

## Geschichte
Der mehrheitlich von Szeklern bewohnte Ort Leliceni wurde 1333 erstmals urkundlich erwähnt.
Auf dem Gemeindegebiet wird im eingemeindeten Dorf Misentea ein Archäologischer Fund der Jungsteinzeit zugeordnet.
Im Verzeichnis historischer Denkmäler des Ministeriums für Kultur und nationales Erbe (Ministerul Culturii și Patrimoniului Național) werden in Leliceni auf dem Areal Kőhegy (rumänisch Muntele de Piatră) und Bánátus Besiedlungen bis zurück in die Bronzezeit vermerkt.
Im Königreich Ungarn gehörte Leliceni dem Stuhlbezirk Kászonalcsík in der Gespanschaft Csík (rumänisch Comitatul Ciuc), anschließend dem historischen Kreis Ciuc und ab 1950 dem heutigen Kreis Harghita an.
Bis 2004 gehörte Leliceni der südlich gelegenen Nachbargemeinde Sâncrăieni (Csíkszentkirály) an.

## Bevölkerung
Die Bevölkerung auf dem Gebiet der heutigen Gemeinde Leliceni entwickelte sich wie folgt:
| Volkszählung | Volkszählung | Ethnische Zusammensetzung | Ethnische Zusammensetzung | Ethnische Zusammensetzung | Ethnische Zusammensetzung |
| Jahr         | Bevölkerung  | Rumänen                   | Ungarn                    | Deutsche                  | andere                    |
| ------------ | ------------ | ------------------------- | ------------------------- | ------------------------- | ------------------------- |
| 1850         | 1.525        | -                         | 1.499                     | 9                         | 17                        |
| 1977         | 1.853        | 25                        | 1.828                     | -                         | -                         |
| 2002         | 1.721        | 13                        | 1.695                     | -                         | 13                        |
| 2011         | 2.010        | 32                        | 1.935                     | -                         | 43                        |
| 2021         | 2.471        | 78                        | 2.192                     | -                         | 201                       |

Seit 1850 wurde auf dem Gebiet der heutigen Gemeinde Leliceni die höchste Einwohnerzahl und die der Magyaren, der Rumänen und die der Roma (96) 2021 ermittelt. Die höchste Anzahl der Rumäniendeutschen wurde 1850 im heutigen Gemeindezentrum registriert.

## Sehenswürdigkeiten
- Die römisch-katholische Kirche[8] "Biserica Sfântul Duh" (deutsch: Kirche zum Heiligen Geist) wurde im 15. Jahrhundert errichtet und im 19. Jahrhundert erneuert, sie steht unter Denkmalschutz.[5]
  - Der geflügelte Altar mit der Inschrift „Insignia Filiorum Czakó 1510“, welcher 1510 darin errichtet wurde, befindet sich heute im Ungarischen Nationalmuseum.
- Neben der Kirche steht eine 500 Jahre alte Winterlinde (Tilia cordata) ⊙, welche 2011 zum "Europäischen Baum des Jahres"[9] gewählt wurde.
- Am Ortsausgang Richtung Miercurea Ciuc steht das "Blutige Gesicht", ein 5,5 m hohes kegelförmiges Denkmal als Erinnerung an eine Schlacht zwischen den Székelys und den Tataren im Jahre 1694.
- Im eingemeindeten Dorf Misentea die katholische Kirche A Tuturor Sfinților 1330 errichtet, steht unter Denkmalschutz.[5]
- Im eingemeindeten Dorf Hosasău (Hosszúaszó) die katholische Kapelle Xántus welche 1990 erneuert wurde.[10]

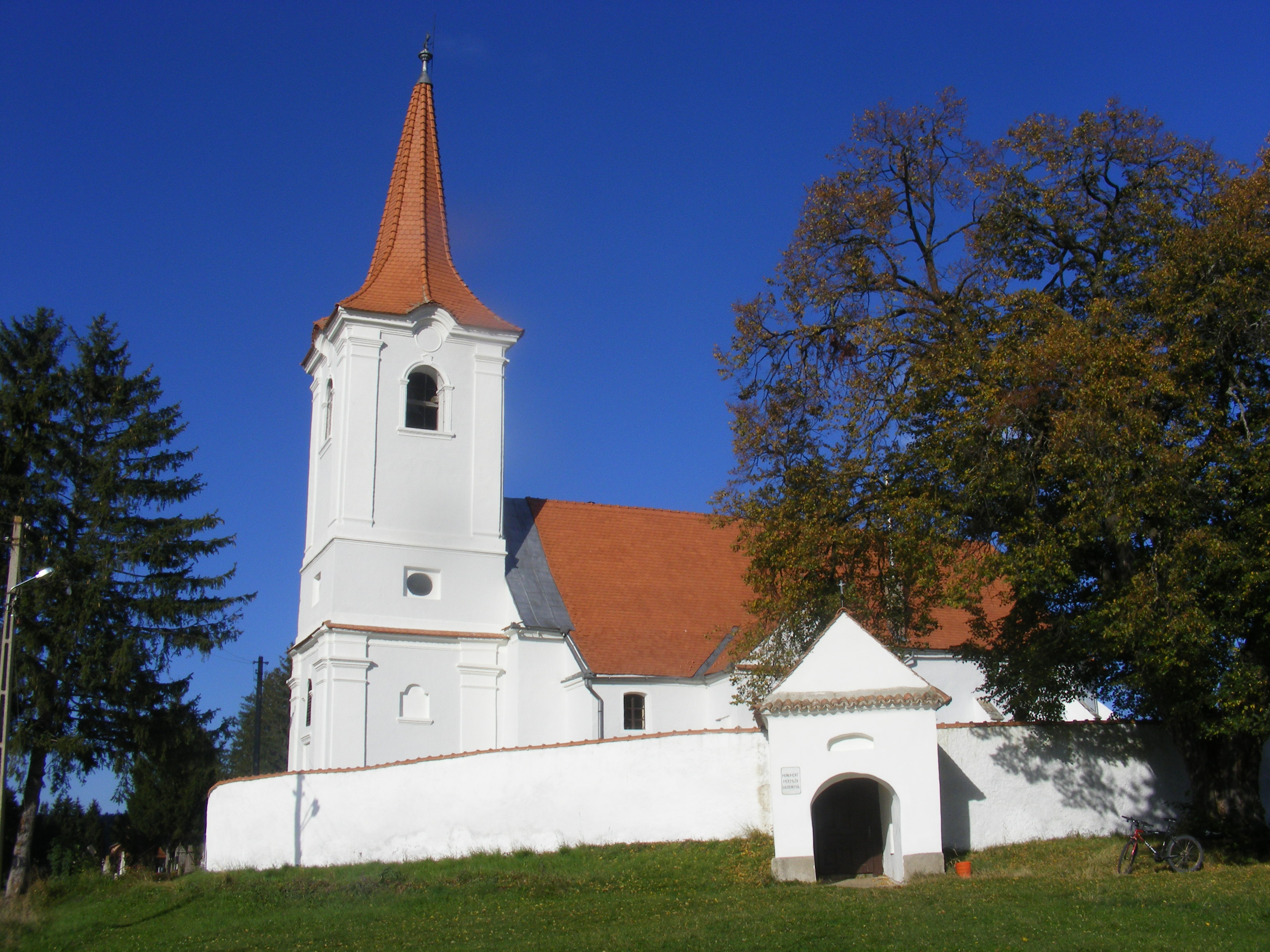
Katholische Kirche in Leliceni
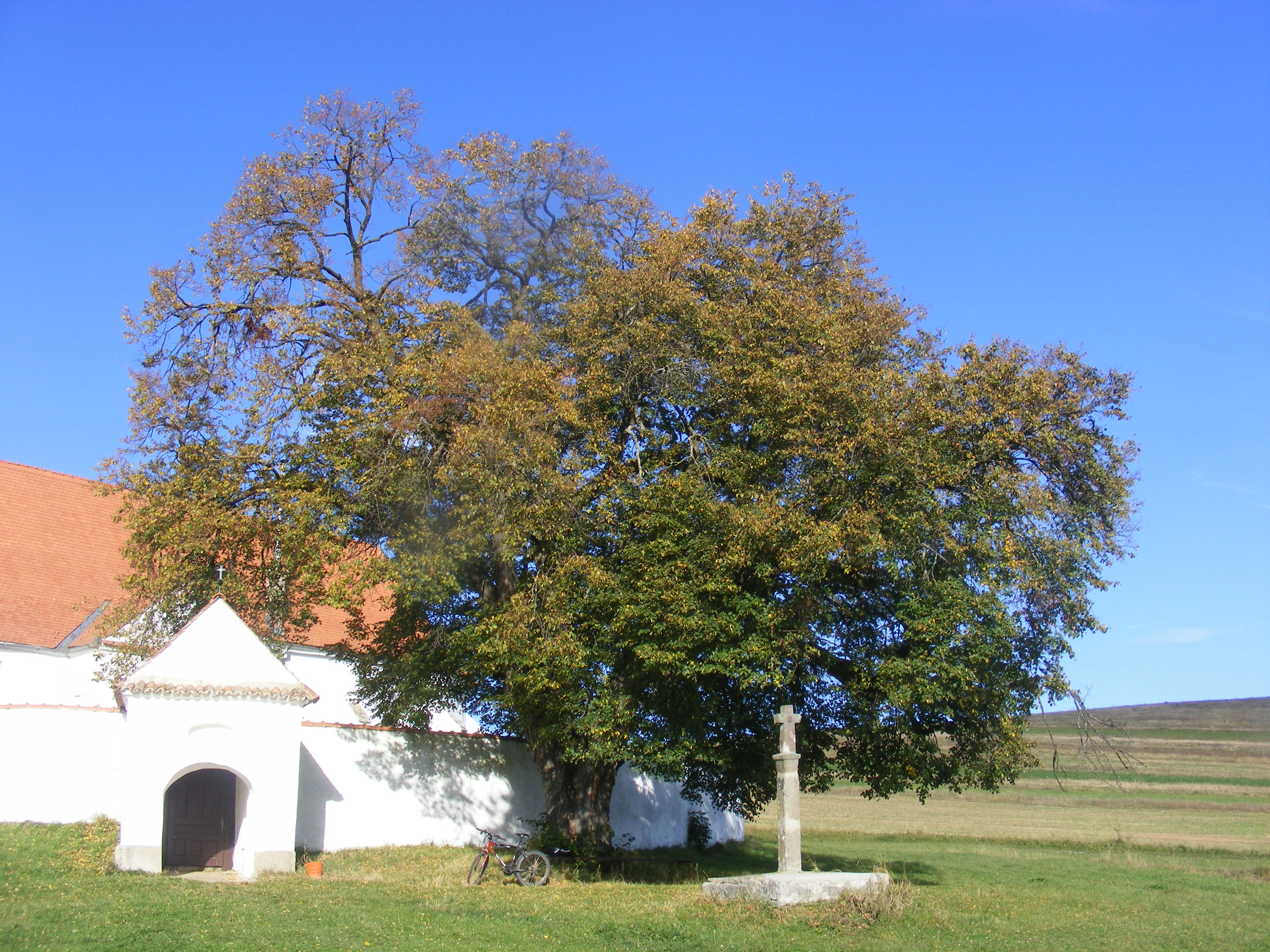
500-jährige Linde in Leliceni
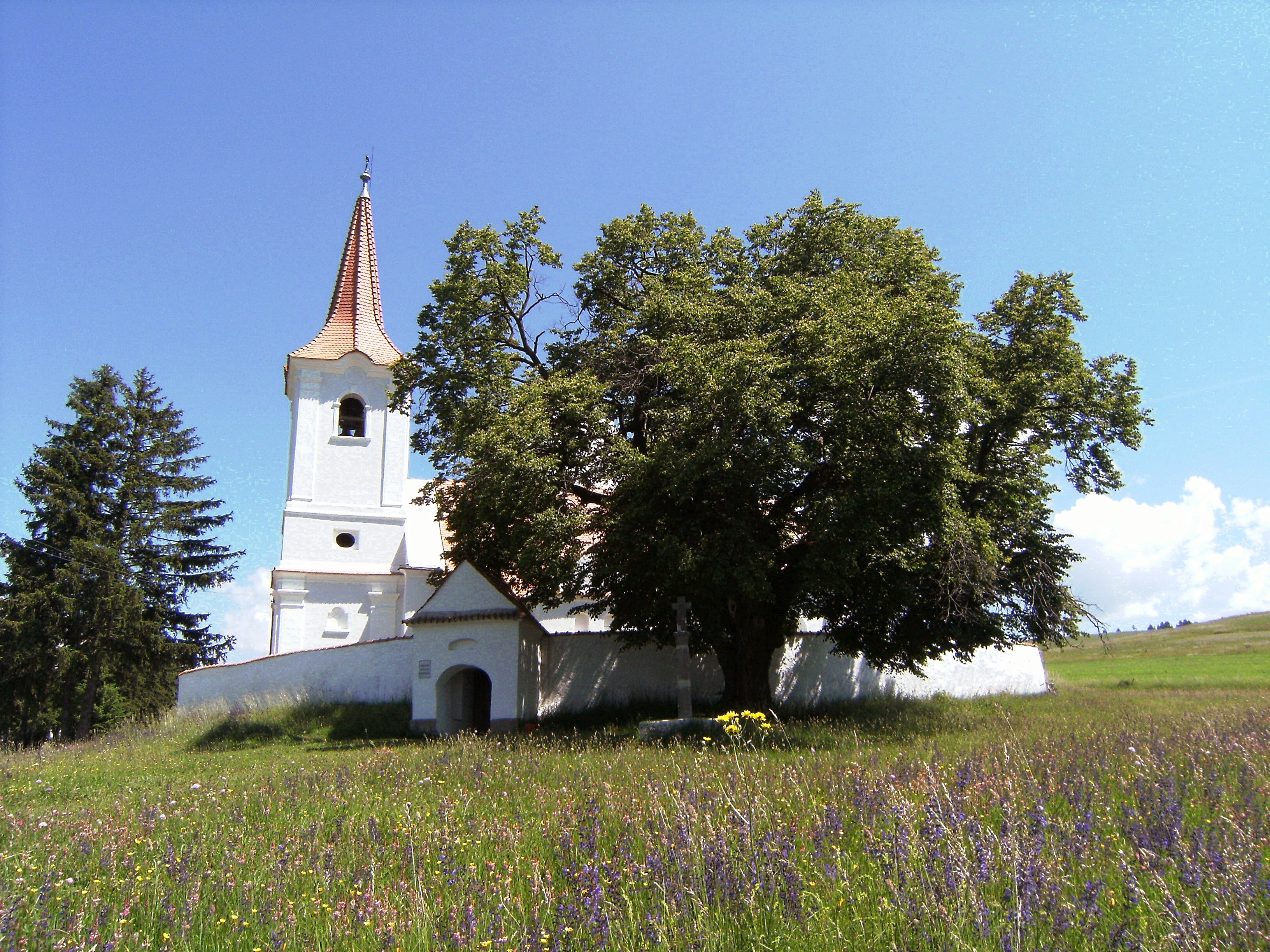
Gewinner des ETOY 2011
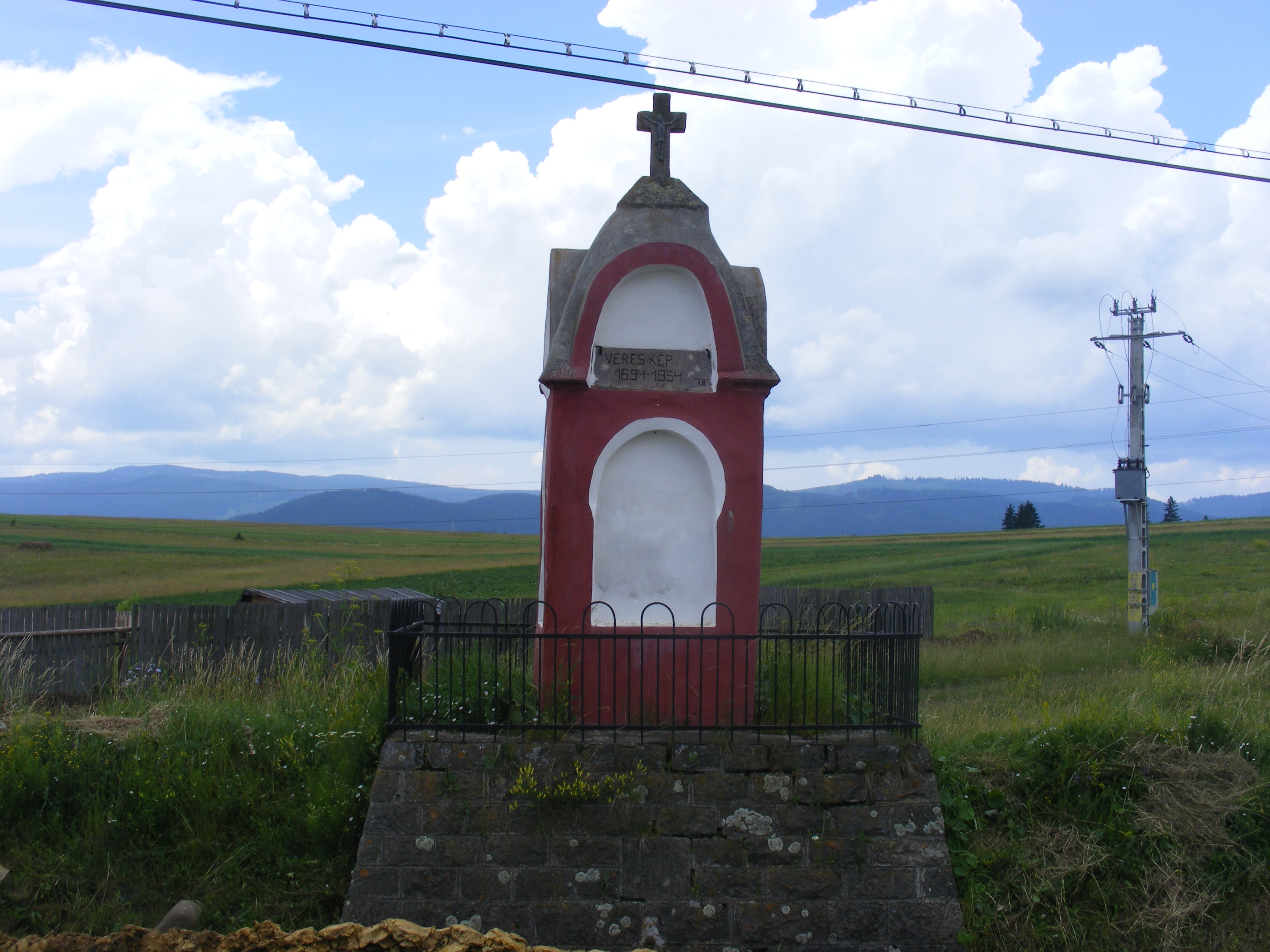
Denkmal das "Blutige Gesicht" in Csíkszentlélek
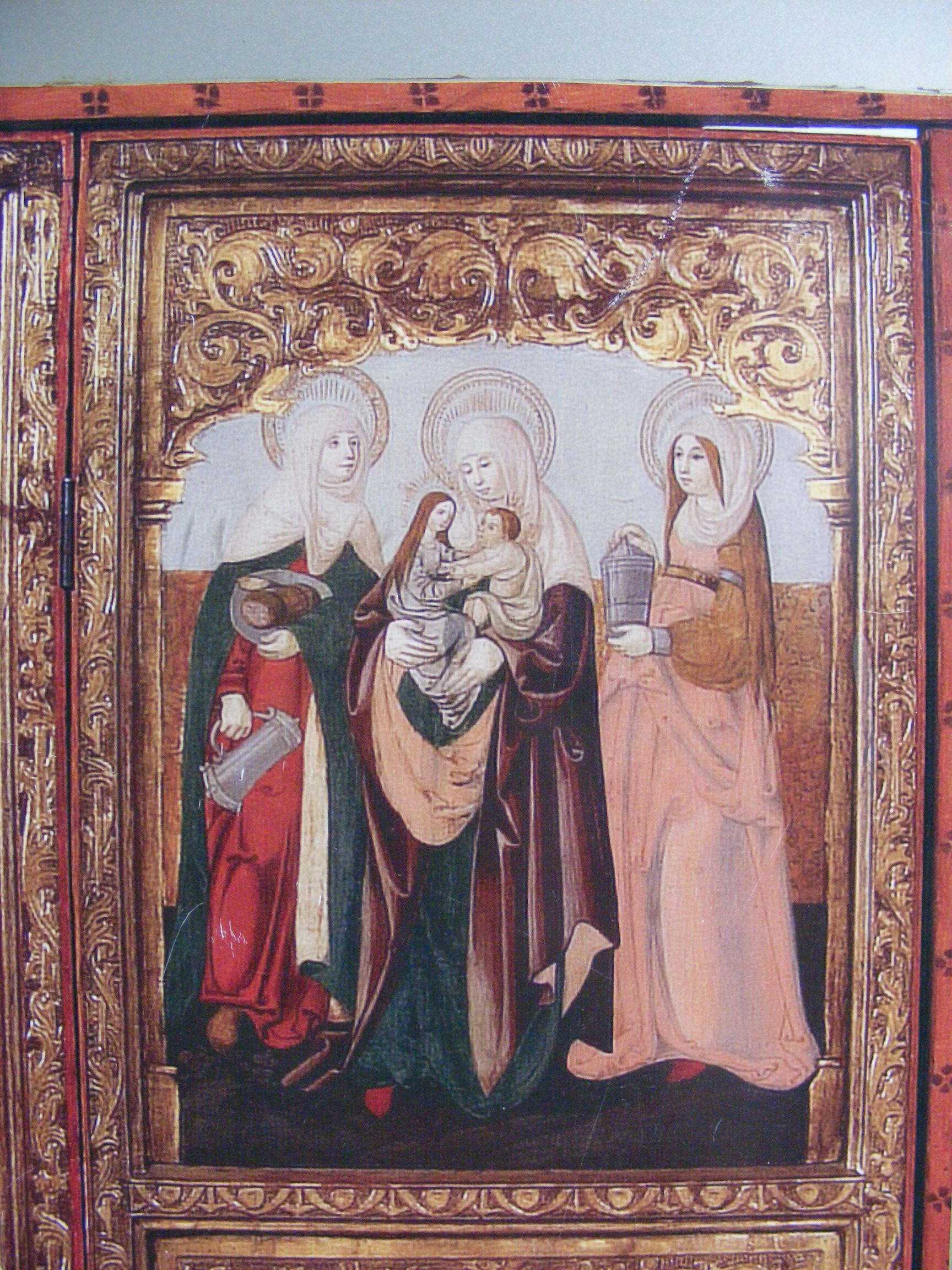
Altar der Kirche von Leliceni (im Ungarischen Nationalmuseum)

## Persönlichkeiten
- Péter Ágoston, Jesuitenmönch und Prediger, wurde 1617 in Leliceni geboren[11]
- Ádám Bocskor, bekannter Franziskaner-Mönch, geboren 1737 in Leliceni, wurde 1762 zum Priester geweiht.[12]
- Vazul Bándi, Historiker am katholischen Márton Áron-Gymnasium in Șumuleu Ciuc (Schomlenberg),[13] 1847 in Leliceni geboren
- Attila Ambrus, ehemaliger Eishockeyspieler und als der "Whiskey-Bandit" bekanntgewordene Bankräuber, geboren 1967 in Fitod bei Leliceni, dessen Karriere 2017 verfilmt wurde: "The Whiskey Bandit"[14]

## Partnerschaften
Die Gemeinde Leliceni unterhält Partnerschaften mit den ungarischen Ortschaften Fülöpjakab, Mindszent, Nyársapát, Pusztaederics, Tolmács und Ludányhalászi, und dem slowakischen Kolíňany.